# ديستني 2
ديستني 2 (بالإنجليزية: Destiny 2)‏، هي لعبة فيديو إلكترونية، وهي من نوع اللعبة الجماعية والتي من الواجب أن تعمل اللعبة على الشبكة العنكبوتية الإلزامية، صدرت اللعبة يوم 8 سبتمبر 2017م، وتعمل لأنظمة بلاي ستيشن 4 وإكس بوكس ون ومايكروسوفت ويندوز، وهي من نشر شركة أكتفجن الأمريكية.